# Герман (Вурлалидис)
Митрополи́т Ге́рман (греч. Μητροπολίτης Γερμανός, в миру Гео́ргиос Вурлали́дис, греч. Γεώργιος Βουρλαλίδης; август 1853 — 4 сентября 1912) — епископ Александрийской православной церкви, митрополит Фиваидский.

## Биография
Родился в августе 1853 года в Алацате Эритрейской в Малой Азии (ныне Алачаты, Турция). Родители прибыли туда из Каристоса в Эвбее.
В молодом возрасте прибыл в Иерусалим, где пользовался покровительством скевофилакса Гроба Господня Серафима Лесбосского. 4 декабря 1875 года был рукоположен в сан диакона.
В 1876 году окончил богословскую школу святого Креста в Иерусалиме. Через три года отправился в Афины, где окончил юридический факультет Афинского университета в 1883 году.
В том же году он вернулся в Иерусалим и был назначен профессором Богословской школе святого Креста. В 1887 году он был вынужден покинуть Иерусалим и отправился в Египет, где Патриархом Александрийским Софронием III был рукоположен в сан священника. Там он работал в течение года в качестве директором церковной школы в Порт-Саиде.
22 января 1889 года хиротонисан в митрополита Фиваидского. Хиротонию совершили: Патриарх Александрийский Софроний III, бывший архиепископ Керкирский Антоний (Хариатис) и архиепископ Синайский Порфирий (Марудас).
С 1889 до 1897 год служил Патриаршим этитропом в Александрии. Возглавлял разные миссии в Верхнем Египте и Тунисе, куда принёс мир в раздираемую общину, обогатил общину в Миниа величественным митрополичьим зданием.
10 марта 1903 года был уволен от должности. В результате удаления от своей епархии и в поисках работы был назначен директором церковного училища на острове Патмос, бывшим в том время в составе Италии. Не имея возможности вернуться в Александрию из-за конфликта с Патриархом Александрийский Фотием уехал в Афины, а оттуда отправился в Измир, а затем в Иерусалим уехал в Иерусалим к Братству гроба господня, где нашёл спокойствие, занимаясь духовными работами типа исследование о Законе Великого Архиерея. Скончался 4 сентября 1912 года в монастыре святого Евфимия. Похоронен на кладбище святого Сиона.